# جاكسونفيل (كارولاينا الشمالية)
جاكسونفيل (بالإنجليزية: Jacksonville)‏ هي مدينة أمريكية ومركز مقاطعة أونسلو في ولاية كارولاينا الشمالية في الولايات المتحدة الأمريكية.

## التركيبة السكانية
حدّد مكتب تعداد الولايات المتحدة بيانات التركيبة السكانية لجاكسونفيل في تعداد الولايات المتحدة. في ما يلي، التركيبة السكانية حسب تعدادي 2000 و2010.

### تعداد عام 2000
بلغ عدد سكان جاكسونفيل 66,715 نسمة بحسب تعداد عام 2000، وبلغ عدد الأسر 17,175 أسرة وعدد العائلات 13,536 عائلة مقيمة في المدينة. في حين سجلت الكثافة السكانية 457.7 نسمة لكل كيلومتر مربع (1,185.4/ميل2). وبلغ عدد الوحدات السكنية 18,312 وحدة بمتوسط كثافة قدره 125.6 لكل كيلومتر مربع (325.3/ميل2).
وتوزع التركيب العرقي للمدينة بنسبة 63.94% من البيض و23.96% من الأمريكيين الأفارقة و0.75% من الأمريكيين الأصليين و2.07% من الأمريكيين ذوي الأصول الآسيوية و0.19% من سكان جزر المحيط الهادئ و5.42% من الأعراق الأخرى و3.67% من عرقين مختلطين أو أكثر و10.05% من الهسبانيون أو اللاتينيون من أي عرق.
بلغ عدد الأسر 17,175 أسرة كانت نسبة 51.9% منها لديها أطفال تحت سن الثامنة عشر تعيش معهم، وبلغت نسبة الأزواج القاطنين مع بعضهم البعض 63.8% من أصل المجموع الكلي للأسر، ونسبة 12.3% من الأسر كان لديها معيلات من الإناث دون وجود شريك، بينما كانت نسبة 2.7% من الأسر لديها معيلون من الذكور دون وجود شريكة وكانت نسبة 21.2% من غير العائلات. تألفت نسبة 16.6% من أصل جميع الأسر من عدة أفراد يعيشون في نفس المنزل ونسبة 5.1% كانت تتألف من شخص يعيش بمفرده يبلغ من العمر 65 عاماً أو أكثر. وبلغ متوسط حجم الأسرة المعيشية 2.83، أما متوسط حجم العائلات فبلغ 3.18.
بلغ العمر الوسطي للسكان 22.4 عاماً. وكانت نسبة 24.2% من القاطنين تحت سن الثامنة عشر، وكانت نسبة 13.4% بين الثامنة عشر والرابعة والعشرين عاماً، ونسبة 22.6% كانت واقعةً في الفئة العمرية ما بين الخامسة والعشرين والرابعة والأربعين عاماً، ونسبة 8.6% كانت ما بين الخامسة والأربعين والرابعة والستين، ونسبة 4.2% كانت ضمن فئة الخامسة والستين عاماً فما فوق. يوجد لكل 100 أنثى 95.6 ذكر، ويوجد لكل 100 أنثى في الثامنة عشر من عمرها فما فوق 91.5 ذكر.
بلغ متوسط دخل الأسرة في المدينة 32,544 دولارًا، أما متوسط دخل العائلة فبلغ 33,763 دولارًا. وكان متوسط دخل الذكور 17,121 دولارًا مقابل 19,931 دولارًا للإناث. وسجل دخل الفرد الخاص بالمدينة 14,237 دولارًا. وكانت نسبة 12.5% من العائلات ونسبة 14.1% من السكان تحت خط الفقر، وكان من هؤلاء نسبة 18% تحت سن الثامنة عشر ونسبة 17.7% في الخامسة والستين من العمر وما فوق.

### تعداد عام 2010
بلغ عدد سكان جاكسونفيل 70,145 نسمة بحسب تعداد عام 2010، وبلغ عدد الأسر 19,985 أسرة وعدد العائلات 14,784 عائلة مقيمة في المدينة. في حين سجلت الكثافة السكانية 481.3 نسمة لكل كيلومتر مربع (1,246.6/ميل2). وبلغ عدد الوحدات السكنية 21,135 وحدة بمتوسط كثافة قدره 145 لكل كيلومتر مربع (375.5/ميل2).
وتوزع التركيب العرقي للمدينة بنسبة 67.66% من البيض و20.04% من الأمريكيين الأفارقة و0.72% من الأمريكيين الأصليين و2.49% من الأمريكيين ذوي الأصول الآسيوية و0.30% من سكان جزر المحيط الهادئ و4.08% من الأعراق الأخرى و4.71% من عرقين مختلطين أو أكثر و12.98% من الهسبانيون أو اللاتينيون من أي عرق.
بلغ عدد الأسر 19,985 أسرة كانت نسبة 44.7% منها لديها أطفال تحت سن الثامنة عشر تعيش معهم، وبلغت نسبة الأزواج القاطنين مع بعضهم البعض 56.5% من أصل المجموع الكلي للأسر، ونسبة 14.3% من الأسر كان لديها معيلات من الإناث دون وجود شريك، بينما كانت نسبة 3.3% من الأسر لديها معيلون من الذكور دون وجود شريكة وكانت نسبة 26% من غير العائلات. تألفت نسبة 20.2% من أصل جميع الأسر من عدة أفراد يعيشون في نفس المنزل ونسبة 5.8% كانت تتألف من شخص يعيش بمفرده يبلغ من العمر 65 عاماً أو أكثر. وبلغ متوسط حجم الأسرة المعيشية 2.69، أما متوسط حجم العائلات فبلغ 3.10.
بلغ العمر الوسطي للسكان 22.9 عاماً. وكانت نسبة 23.4% من القاطنين تحت سن الثامنة عشر، وكانت نسبة 35.8% بين الثامنة عشر والرابعة والعشرين عاماً، ونسبة 23.9% كانت واقعةً في الفئة العمرية ما بين الخامسة والعشرين والرابعة والأربعين عاماً، ونسبة 11.5% كانت ما بين الخامسة والأربعين والرابعة والستين، ونسبة 5.4% كانت ضمن فئة الخامسة والستين عاماً فما فوق. وتوزع التركيب الجنسي للسكان بنسبة 58.8% ذكور و41.2% إناث.

## أعلام
- ريان آدامز
- إدوارد بيشوب دادلي
- مارفن فيليبس
- غيلبرت جونسون
- إليزابيث دينيهي
- جمال شولر
- توماس جاي ماكهيو